# Bernouville
Bernouville es una pequeña localidad y comuna francesa situada en la región de Alta Normandía, departamento de Eure, en el distrito de Les Andelys y cantón de Gisors, en el valle del río Bonde.

## Demografía
| 236 | 234 | 203 | 229 | 242 | 349 |
| Para los censos de 1962 a 1999 la población legal corresponde a la población sin duplicidades (Fuente: INSEE [Consultar]) |     |     |     |     |     |